# Ambasciatori austriaci in Belgio
L'ambasciatore austriaco in Belgio è il primo rappresentante diplomatico dell'Austria (già del Sacro Romano Impero, dell'Impero austriaco e dell'Impero austro-ungarico) in Belgio. I rapporti diplomatici tra i due paesi vennero stabiliti per la prima volta in maniera stabile nel 1833.

## Impero austriaco
- 1833–1837: Moritz Joseph Johann von Dietrichstein
- 1837-1839: Bernhard von Rechberg
- 5 agosto - 10 settembre 1839: Maximilian von Handel
- 1839-1844: Moritz Joseph Johann von Dietrichstein
- 1844-1850: Eduard von Woyna
- 1850-1851: Philipp von Neumann
- 1851-1860: Maximilian Joseph Vrints von Treuenfeld
- 1860-1868: Carl von Hügel

## Impero austro-ungarico
- 1868-1872: Karl Friedrich von Vitzthum von Eckstädt
- 1872-1888: Boguslaw Chotek von Chotkow und Wognin
- 1888-1902: Rudolf von Khevenhüller-Metsch
- 1902-1918: Josef Wodzicki von Granow

## Repubblica austriaca
- 1946-1950: Lothar Wimmer
- 1950-1953: Kurt Farbowsky
- 1953: Felix Orsini-Rosenberg
- 1953-1958: Martin Fuchs
- 1958-1963: Ernst Lemberger
- 1963-1965: Wilhelm Goertz
- 1965-1968: Johanna Monschein
- 1968-1977: Kurt Farbowsky
- 1977-1982: Johannes Willfort
- 1982-1988: Franz Ceska
- 1988-1993: Heinz Weinberger
- 1993-1996: Erich Hochleitner
- 1996-1999: Wilfried Lang
- 1999-2003: Thomas Mayr-Harting
- 2003-2008: Franz Cede
- 2008-2015: Karl Schramek
- 2015-2017: Jürgen Meindl
- Dal 2017: Elisabeth Kornfeind